# コッパ・イタリア (バレーボール)
コッパ・イタリア（Coppa Italia）は、イタリアで行われるバレーボールのカップ戦。イタリアバレーボール連盟の支援の下、セリエAにより組織運営され、1978/1979シーズンから開催されている。
サッカーのコッパ・イタリアと同様、TIMカップ（TIM Cup）と呼ばれていたが、男子は2011年にデルモンテがスポンサーとなり、大会名にデルモンテの名を冠するようになった。

## 歴代優勝クラブ

### 男子
| - 1979年 パニーニ・モデナ - 1980年 パニーニ・モデナ - 1981年 エディルコーギ・サッスオーロ - 1982年 サンタル・パルマ - 1983年 サンタル・パルマ - 1984年 バルトリーニ・ボローニャ - 1985年 パニーニ・モデナ - 1986年 パニーニ・モデナ - 1987年 サンタル・パルマ - 1988年 パニーニ・モデナ - 1989年 パニーニ・モデナ - 1990年 マキシコーノ・パルマ - 1991年 イル・メッサッジェーロ・ラヴェンナ - 1992年 マキシコーノ・パルマ - 1993年 シスレー・トレヴィーゾ - 1994年 デイトナ・モデナ - 1995年 デイトナ・モデナ - 1996年 アルピトゥール・トラコ・クーネオ - 1997年 デイトナ・モデナ - 1998年 カーサ・ウニボン・モデナ - 1999年 TNT トラコ・クーネオ - 2000年 シスレー・トレヴィーゾ | - 2001年 ルーベ・バンカ・マルケ・マチェラータ - 2002年 ノイコム・ブレバンカ・クーネオ - 2003年 ルーベ・バンカ・マルケ・マチェラータ - 2004年 シスレー・トレヴィーゾ - 2005年 シスレー・トレヴィーゾ - 2006年 ブレバンカ・ランヌッティ・クーネオ - 2007年 シスレー・トレヴィーゾ - 2008年 ルーベ・バンカ・マルケ・マチェラータ - 2009年 ルーベ・バンカ・マルケ・マチェラータ - 2010年 イタス・ディアテック・トレンティーノ - 2011年 ブレバンカ・ランヌッティ・クーネオ - 2012年 イタス・ディアテック・トレンティーノ - 2013年 イタス・ディアテック・トレンティーノ - 2014年 コプラ・エリオール・ピアチェンツァ - 2015年 モデナ・バレー - 2016年 モデナ・バレー - 2017年 ASバレー・ルーベ - 2018年 シル・サフェーティ・ペルージャ - 2019年 シル・サフェーティ・ペルージャ - 2020年 ASバレー・ルーベ - 2021年 ASバレー・ルーベ - 2022年 シル・サフェーティ・ペルージャ |

### 女子
| - 1979年 Torre Tabita Catania - 1980年 モノチェーラム・ラヴェンナ - 1981年 ディアナ・ドックス・ラヴェンナ - 1982年 Nelsen Reggio Emilia - 1983年 Nelsen Reggio Emilia - 1984年 テオドーラ・ラヴェンナ - 1985年 テオドーラ・ラヴェンナ - 1986年 Nelsen Reggio Emilia - 1987年 テオドーラ・ラヴェンナ - 1988年 Vini Doc di Puglia Bari - 1989年 Braglia Reggio Emilia - 1990年 Cemar Modena - 1991年 イル・メッサッジェーロ・ラヴェンナ - 1992年 Rasimelli&Coletti Perugia - 1993年 Latte Rugiada Matera - 1994年 Latte Rugiada Matera - 1995年 Latte Rugiada Matera - 1996年 フォッパペドレッティ・ベルガモ - 1997年 フォッパペドレッティ・ベルガモ - 1998年 フォッパペドレッティ・ベルガモ - 1999年 デスパル・ペルージャ - 2000年 Medinex Reggio Calabria | - 2001年 Capo Sud Reggio Calabria - 2002年 Edison Modena - 2003年 デスパル・ペルージャ - 2004年 アシステル・ノヴァーラ - 2005年 デスパル・コルッシ・ペルージャ - 2006年 フォッパペドレッティ・ベルガモ - 2007年 デスパル・コルッシ・ペルージャ - 2008年 フォッパペドレッティ・ベルガモ - 2009年 スカボリーニ・ペーザロ - 2010年 GSOヴィッラ・コルテーゼ - 2011年 GSOヴィッラ・コルテーゼ - 2012年 ヤママイ・ブスト・アルシーツィオ - 2013年 レベッキ・ノルドメッカニカ・ピアチェンツァ - 2014年 レベッキ・ノルドメッカニカ・ピアチェンツァ - 2015年 AGILノヴァーラ - 2016年 フォッパペドレッティ・ベルガモ - 2017年 イモコ・バレー・コネリアーノ - 2018年 イゴール・ゴルゴンゾーラ・ノヴァーラ - 2019年 イゴール・ゴルゴンゾーラ・ノヴァーラ |